# Dornröschen (Ballett)

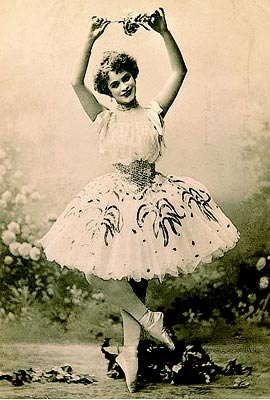
Lubov Roslavleva als Aurore (mit der Spindel in den Händen), Sankt Petersburg, 1899

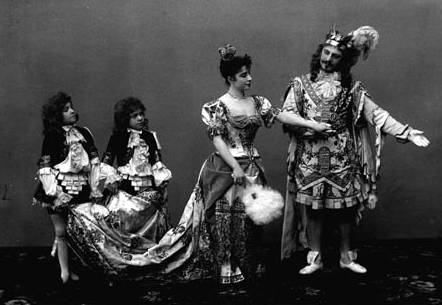
Originalbesetzung der Uraufführung, 3. Akt, mit Carlotta Brianza (3. von links) als Aurora und Pawel Gerdt (rechts) als Désiré, St. Petersburg 1890

Dornröschen (französisch: La Belle au bois dormant; russisch Спящая Красавица („Spiaschtschaya Krassawitsa“); englisch: The sleeping beauty) ist ein Märchen-Ballett (franz.: Ballet féerie) zur Musik von Pjotr Iljitsch Tschaikowski (op. 66) nach dem Märchen La Belle au bois dormant von Charles Perrault. Das Libretto stammt von Iwan Alexandrowitsch Wsewoloschski. Das Ballett wurde am 3. Januarjul. / 15. Januar 1890greg. am Mariinski-Theater in Sankt Petersburg mit der Choreografie von Marius Petipa uraufgeführt.
Bis heute ist Dornröschen eines der populärsten Ballette und gehört zum internationalen Standardrepertoire des klassischen Balletts. Tschaikowski selbst hielt es für sein bestes Ballett.

## Personen
Zentrale Figuren:
- Prinzessin Aurora
- Prinz Désiré (in späteren englischsprachigen Versionen manchmal: Florimond)[1]
- die Fliederfee (Fee der Weisheit)
- die böse Fee Carabosse (urspr. en travesti von einem Mann, heute oft von einer Frau getanzt)
- König Florestan XIV.
- die Königin
- Catalabutte, Haushofmeister
- eine Amme

Nebenfiguren:
- Im Prolog: fünf Feen (Candide/Fee der Kristallquelle: Schönheit; Fleur de Farine/Fee des Zaubergartens: Klugheit; Miettes/Fee der Waldlichtung: Anmut; Canari/Fee der Singvögel: Beredsamkeit; Violante/Fee des Goldenen Weins: Kraft) und deren Begleiter; Begleiter der Carabosse
- Im ersten Akt: vier Prinzen (Ost, Nord, Süd, West), Auroras Freundinnen
- Im dritten Akt: Märchenfiguren: 4 Edelstein-Feen (Gold, Silber, Saphir, Diamant); der blaue Vogel und Prinzessin Florine; der gestiefelte Kater und weiße Katze; Rotkäppchen und der Wolf; Aschenbrödel und Prinz Fortuné; der Däumling und seine Brüder und der Menschenfresser Oger u. a. (Je nach Inszenierung werden manchmal Figuren gestrichen (z.B. bei Nurejew) oder verändert (z.B. bei Marcia Haydée), siehe unten die Aufführungsgeschichte).

Corps de Ballet: Hofdamen und Hofherren, Pagen und Mädchen, Gärtnerinnen und Gärtner, Jäger, Waldgeister, Festgäste

## Handlung
Die Handlung unterscheidet sich etwas von der in Deutschland bekannten Version der Brüder Grimm, sie beruht in weiten Teilen (abgesehen vom Ende) auf Charles Perraults Märchen La Belle au bois dormant („Die Schöne im schlafenden Wald“) aus dem Jahr 1696 (zum Märchen und seinen Fassungen siehe auch den Artikel Dornröschen). Entsprechend waren im Original das Dekor und die Kostüme im Stil Ludwigs XIV (in Akt 2 und 3), Kostüme von Prolog und Akt 1 im Stil des 16. Jahrhunderts. Die folgende Inhaltsangabe folgt dem Originallibretto in freier Erzählung. Inhaltliche Abweichungen, wie sie in manchen modernen Produktionen (z. B. von Marcia Haydee), vorgenommen werden, können hier nicht berücksichtigt werden.

### Prolog
Auroras Taufe
Viele Jahre musste das Königspaar warten, bis ihm der sehnlichste Wunsch erfüllt wurde: die Geburt eines Kindes. Zur Taufe von Baby Aurora wurden neben der Hofgesellschaft auch sechs Feen eingeladen. Sie überbringen der Prinzessin Geschenke und gute Wünsche. Zur Überraschung aller verdunkelt sich mit einem mal der Himmel und ein Gewitter zieht auf. Plötzlich erscheint die böse Fee Carabosse mit einem furchteinflößenden Gefolge. Aus Wut darüber, dass sie keine Einladung erhalten hat, verflucht sie das Kind: Wenn Aurora ihren 16. Geburtstag feiern werde, solle sie sich an einer Spindel stechen und tödlich verletzen. Die Eltern und die ganze Festgesellschaft sind entsetzt. Die Fliederfee, die als Glückbringerin gilt, kann zwar den Fluch nicht rückgängig machen, aber doch etwas abmildern: Aurora werde nicht sterben, sondern lediglich in einen hundertjährigen Schlaf fallen. Wenn sie dann von einem Prinzen geküsst werde, erwachten in ihr wieder die Lebensgeister.

### Erster Akt
Auroras Geburtstag
Während der Vorbereitungen zu Auroras 16. Geburtstagsfest entdeckt der Zeremonienmeister Catalabutte einige strickende Frauen, obwohl der König den Gebrauch aller Spindeln und Nadeln verboten hatte. Als der König erscheint, begnadigt er jedoch die Strickerinnen.
Die fröhliche Prinzessin erscheint und es beginnt ein feierlicher und zeremonieller Festakt, bei dem Aurora mit vier jungen Prinzen tanzen muss, die um ihre Hand anhalten und ihr dabei Rosen überreichen (Adagio à la rose). Mitten im Tanzen entdeckt Aurora eine alte Frau in einem weiten Mantel (in Wahrheit die verkleidete Carabosse), die ihr ein ungewöhnliches Geschenk reicht: eine Spindel. Entzückt über diesen raren Gegenstand, den sie noch nie in ihrem Leben gesehen hat, beginnt Aurora ausgelassen damit zu tanzen. In höchster Sorge erinnern sich ihre Eltern an den Fluch und versuchen, ihr die Spindel wegzunehmen, doch schon ist es passiert: Aurora verletzt sich, beginnt zu taumeln und sinkt scheinbar tot zu Boden. Nun zeigt Carabosse ihr wahres Gesicht und ihre Freude darüber, wie sich ihr Fluch erfüllt hat. In dem Moment erscheint jedoch die gute Fliederfee und sorgt dafür, dass Aurora und alle Menschen im Schloss in einen tiefen Schlaf versinken.

### Zweiter Akt
Jagdszene, Prinz Désirés Vision und Auroras Erwachen
Hundert Jahre sind inzwischen vergangen. Unweit des verzauberten Schlosses befindet sich eine fürstliche Jagdgesellschaft, angeführt von Prinz Désiré. Die jungen Leute vertreiben sich die Zeit mit einem Blindekuhspiel (Colin-maillard) und mit Tanz. Doch der melancholische Désiré möchte allein sein und schickt die anderen fort. Da erscheint die Fliederfee und zeigt dem Prinzen mithilfe ihrer magischen Kräfte eine Vision von Aurora. Der junge Mann verliebt sich in das liebliche Mädchen und möchte sie heiraten. Die Fliederfee fordert ihn auf, ihr zu folgen. Während ihrer gemeinsamen Reise durch einen verzauberten Wald erklingt eine wundervolle und geheimnisvolle Musik, auch die Motive der Fee Carabosse und der Fliederfee sind manchmal leise zu hören (Panorama & Entracte).
Schließlich erreichen sie das Schloss und die schlafende Aurora inmitten ihres schlafenden Hofstaates. Désiré tritt vorsichtig an das Bett heran, und im selben Moment, als er Aurora behutsam einen Kuss auf die Lippen drückt, erwachen nicht nur bei ihr, sondern bei der gesamten Hofgesellschaft wieder die Lebensgeister. Der Akt schließt in höchster Freude.

### Dritter Akt
Auroras Hochzeit
Mit großem Prunk lassen der König und die Königin ein Fest ausrichten, bei dem Feen und viele Märchenfiguren geladen sind. Für die Gäste tanzen: der gestiefelte Kater und die weiße Katze, der Blaue Vogel und Prinzessin Florine, Rotkäppchen und der Wolf, Aschenputtel und der Prinz, der Däumling und seine Brüder mit dem Riesen Oger und seiner Frau, Herzog Blaubart und seine Prinzessin, die Schöne und das Biest und noch einige andere.
Als das Hochzeitsfest seinem Höhepunkt zustrebt, tanzt das Brautpaar einen großen Pas de deux. Anschließend erteilt die Fliederfee ihrem Schützling und dem Bräutigam ihren Segen. Dazu erklingt eine weihevolle und ergreifende Melodie: der alte Königshymnus Vive Henri Quatre.
(Das Geschick der Fee Carabosse bleibt meistens offen. In der Rekonstruktion nach Ratmansky (siehe unten) ist sie unter den geladenen Gästen. In der Version von Marcia Haydee beobachtet Carabosse von Ferne grollend das Geschehen.).

## Musikalischer Aufbau
Die mit einem * markierten Stücke wurden vor der Uraufführung durch Petipa gestrichen; die Variation der Goldfee (3. Akt) wurde im 2. Akt als Variation der Aurora verwendet. In modernen Produktionen werden einige dieser Stücke manchmal wieder verwendet, z. T. an anderer Stelle.
| Introduction Prolog 1. Marche 2. Scène Dansante 3. Pas de Six (der sechs Feen) 4. Finale 1. Akt 5. Scène 6. Valse 7. Scène 8. Pas d’Action: Adagio à la rose, Danse, Variation d’Aurore, Coda 9. Finale 2. Akt 10. Entr’acte et Scène 11. Colin-maillard (Blindekuh) | 12. Scène, Tänze der Herzoginnen, Baronessen*, Comtessen* und Marquisen* 13. Farandole 14. Scène 15. Pas d’action, Variation d’Aurore*, Coda 16. Scène 17. Panorama 18. Entracte* (Violinsolo für Leopold Auer) 19. Entracte Symphonique (le Sommeil) et Scène 20. Finale 3. Akt 21. Marche 22. Polacca | 23. Pas de quatre (4 Edelsteine: Gold, Silber, Saphir*, Diamant) 24. Pas de caractère (Gestiefelter Kater und weiße Katze) 25. Pas de deux des Blauen Vogels (urspr. „Pas de quatre“) 26. Pas de caractère (Rotkäppchen und der Wolf; Aschenputtel und Prinz) 27. Pas berrichon (Däumling, seine Brüder und Oger) 28. Pas de deux (Aurora und Désiré) 29. Sarabande* 30. Finale und Apothéose |

## Aufführungsgeschichte

### Vorgeschichte und Entstehung
Perraults Märchen wurde schon 70 Jahre vorher von dem Choreografen Jean-Pierre Aumer für die Pariser Oper als Ballett bearbeitet, mit der Musik von Ferdinand Hérold. In der Uraufführung am 27. April 1829 tanzte Lise Noblet die Hauptrolle der Prinzessin Iseult, und die junge Marie Taglioni als eine Najade.
Tschaikowsky erhielt den Kompositionsauftrag 1888 von dem Theaterdirektor Iwan Alexandrowitsch Wsewoloschski, der auch das Libretto verfasste. Dornröschen war Tschaikowskys zweites Ballett und seine erste Zusammenarbeit mit dem berühmten Choreografen Marius Petipa, der ihm zuvor sehr detaillierte Anweisungen für die Musik machte, die erhalten sind. Tschaikowsky war von dem „poetischen und musikalisch dankbaren“ Sujet so „begeistert“, dass ihm die Komposition relativ leicht fiel. Einschließlich der Instrumentierung arbeitete er etwa von November 1888 bis August 1889 an dem Ballett.
Dornröschen gilt als eins der bedeutendsten Werke von Tschaikowsky und ist ein Höhepunkt seiner späten Phase. Seine Partitur ist nicht nur für eine Ballettmusik relativ komplex, die Musik hat symphonischen Zuschnitt, ist motivisch sorgfältig und dicht gearbeitet, mit einer reichen Harmonik. Er verwendete auch einige Leitmotive, die an verschiedenen Stellen wieder auftauchen, insbesondere das garstig-bizarre Motiv der bösen Fee Carabosse, und das liebenswürdige Motiv der Fliederfee, die beide schon in der Introduktion erklingen. Auffällig ist die fantasievolle und häufig üppige Instrumentierung, zu der ungewöhnlicherweise auch ein Klavier gehört (3. Akt). Eine bedeutende Rolle kommt nicht nur den oft solistisch geführten Holzbläsern zu, sondern er scheute sich auch nicht, manchmal das volle Blech einzusetzen, insbesondere Posaunen, was der Partitur im Vergleich zu den bis dahin üblichen Ballettmusiken (besonders von Pugni, Minkus, Delibes, Drigo) streckenweise eine gewisse Schwere verleiht – und auch eine typisch russische Note. Das Besondere an der Orchestrierung sind aber vor allem ungewöhnliche Instrumentenkombinationen, wie Tschaikowsky selber seiner Brieffreundin Nadeschda von Meck am 13. August 1889 berichtete; diese instrumentarische Raffinesse verleiht der Partitur einen impressionistischen Charakter.
Die umfangreiche Partitur wurde bereits für die Uraufführung gekürzt, Petipa strich im 2. Akt die Tänze der Baronessen, der Comtessen und der Marquisen und die für den Violinvirtuosen Leopold Auer komponierte Entr’acte. Die Originalmusik zur Variation der Aurora in der Visions-Szene (2. Akt) wurde gestrichen und gegen die Variation der Gold-Fee aus dem 3. Akt ausgetauscht. Im 3. Akt strich Petipa die Variation der Saphir-Fee im 5/8-Takt, und die beiden Pas de deux’ des Blauen Vogels und des Brautpaares sowie die Apotheose wurden gekürzt.

Einige der Striche und Kürzungen wurden von späteren Choreografen im 20. Jahrhundert teilweise wiederhergestellt.

### Uraufführung
Das Ballett wurde mit großem szenischem Aufwand und Pomp inszeniert. In der von Riccardo Drigo dirigierten Uraufführung am 3. Januarjul. / 15. Januar 1890greg. im Mariinski-Theater wirkten 155 Tänzer mit, davon 59 Solisten. Die Titelrolle hatte Petipa für die junge italienische Ballerina Carlotta Brianza kreiert, die über eine virtuose Technik verfügte. In anderen Hauptrollen tanzten Pawel Gerdt als Prinz Désiré und Petipas Tochter Marie Petipa als Fliederfee. Der berühmte Enrico Cecchetti verkörperte zwei Rollen, die böse Fee Carabosse und den blauen Vogel.
Zar Alexander III. hatte bereits die Generalprobe besucht und den Komponisten während einer Pause zu sich in die Loge gebeten; Tschaikowsky war jedoch enttäuscht und verletzt, weil der Zar seine Musik nur als „sehr nett“ bezeichnete und dies beim Publikum auch noch zu einer Art geflügeltem Wort wurde. Es gab ein paar Kritiker, die etwas auszusetzen hatten – einer sprach sogar von „langweiliger, unverständlicher Musik“ – trotzdem gilt Dornröschen als Tschaikowskys erfolgreichstes Ballett. Es erlebte schon im November 1892 seine 50ste Aufführung und war um 1900 das zweitpopulärste Ballett im Repertoire des russischen Kaiserlichen Balletts (nach La Fille du Pharaon).
Petipas Schüler Alexander Gorsky notierte sich die Original-Choreografie zu Dornröschen in einer Tanzpartitur und brachte das Ballett auf dieser Grundlage am 29. Januar/17. Januar 1899 auch in Moskau heraus. Gorskys Tanzpartitur ist jedoch verschollen oder wurde nie gefunden.
Die vom kaiserlichen Ballett getanzte Choreografie wurde jedoch auch um 1903 in der Stepanow-Methode notiert und gehört heute zur Sergeyev Collection der Harvard University.

### Spätere Choreografien

#### Russland
Einflussreiche neue Choreografien des Balletts nach der russischen Oktoberrevolution brachten 1922 Fjodor Lopukhov und 1952 Konstantin Sergeyev mit dem Kirov/Mariinski-Ballett heraus. Dabei wurden die ursprünglich pantomimischen Passagen in Tanzszenen verwandelt. Im Pas de deux des 2. Aktes setzte Sergeyev wieder die von Petipa gestrichene Originalmusik Tschaikowskys für die Variation der Aurora ein (mit einer neuen Choreografie); Sergeyev fügte außerdem eine Variation für Prinz Désiré hinzu, für die er den ebenfalls zuvor gestrichenen Tanz der Comtessen verwendete.

#### Im Westen

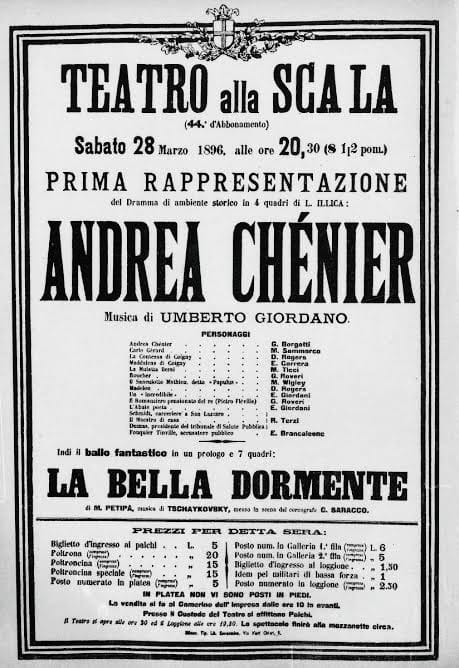
La bella dormente (1896)

Das Ballett wurde in Westeuropa zum ersten Mal 1896 an der Mailänder Scala gezeigt, in einer Einstudierung von Giorgio Saracco. In den ersten beiden Jahrzehnten des 20. Jahrhunderts waren außerhalb Russlands nur sehr stark gekürzte Versionen zu sehen, unter anderem von Dhiagilew mit seinen Ballets Russes (1911 in London) – mit Matilda Kschessinskaja als Aurora und Vaslav Nijinsky als Désiré –, und von Anna Pawlowa während ihrer Amerika-Tournee (1914–1920).

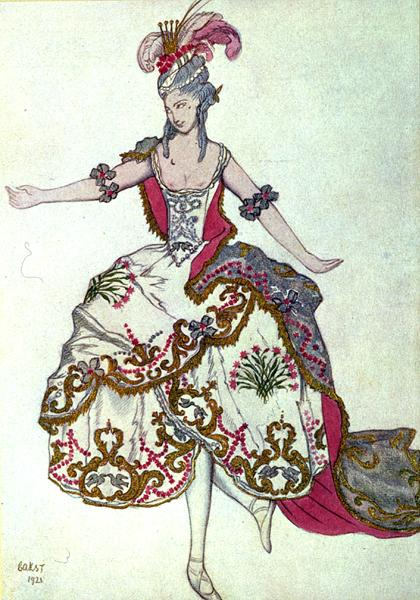
Kostüm für eine der Feen von Leon Bakst, Ballets Russes, 1921

Eine bedeutende Rolle bei der Verbreitung von Tschaikowskys Dornröschen im Westen spielte Nikolai Sergejew. Dieser brachte mit verschiedenen Ballett-Truppen mehrere Neuinszenierungen auf die Bühne, die alle auf den obenerwähnten Tanzpartituren von 1903 basierten, welche damals in Sergejews Besitz waren. Die erste dieser Inszenierungen des gesamten Balletts wurde 1921 von Sergejew im Auftrag Sergei Diagilews mit den Ballets Russes in London einstudiert: Diese Aufführung unter dem Titel The Sleeping Princess gilt als erste Aufführung des ganzen Balletts im Westen und folgte in der Choreografie im Großen und Ganzen der Petipa-Version. Für die Inszenierung wurden aber auch einige Eingriffe vorgenommen und die Musik wurde teilweise von Igor Strawinski neu arrangiert und orchestriert. Diaghilews Version hatte keinen Erfolg und führte sogar fast zum Bankrott der Kompanie; sie wurde schnell durch eine einaktige Fassung namens Auroras Hochzeit (also wahrscheinlich nur der 3. Akt) ersetzt.
1939 brachte Nikolai Sergejew erneut Petipas Fassung auf die Bühne, diesmal für Ninette de Valois mit dem Vic-Wells Ballet und 1946 mit dem Sadler’s Wells Ballet, jeweils mit Margot Fonteyn in der Titelrolle. Aufgrund dieser Neubelebung der annähernd ursprünglichen Fassung gehört Dornröschen heute zum Standardrepertoire der großen Ballettkompanien.

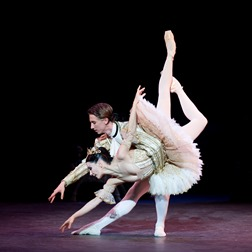
Tamara Rojo und Vadim Muntagirow im Hochzeits-Pas de Deux (Akt 3), Royal Ballet, London 2012

Nikolai Sergejew studierte die Petipa-Version auch 1947 zusammen mit Mona Inglesby für das International Ballet ein, wieder unter dem Titel The Sleeping Princess.
Spätere Inszenierungen mit dem Royal Ballet schufen Peter Wright (1968), Kenneth MacMillan (1973), Ninette De Valois (1977), Anthony Dowell (1994) und Natalia Makarova (2003). Dabei wurden einige schon von Petipa gestrichene oder an andere Stellen versetzte Tänze Tschaikowskys wieder eingesetzt.
Die Valois-Sergejew-Version von 1946 wurde 2006 mit dem Royal Ballet wiederbelebt, mit Alina Cojocaru als Aurora, Johan Kobborg als Prinz und Marianela Nuñez als Fliederfee.

#### Nurejew
Rudolf Nurejew sah in Dornröschen – wie viele andere auch – „den Höhepunkt des klassischen Balletts“, und brachte es mit verschiedenen Ballettkompanien auf die Bühne, zuerst 1966 an der Mailänder Scala, mit Carla Fracci als Aurore und Nurejew selber als Prinz Désiré; dann 1972 auch mit dem kanadischen Nationalballett in Toronto. Später studierte er das Ballett auch mit dem London Festival Ballet (1975), für die Wiener Staatsoper (1980) und für die Opéra de Paris (1989) ein, sowie mit dem Staatsopernballett in Berlin (1992; mit Nurejew als Carabosse). Nach seinem Tode ging Nurejews Version auch nach Helsinki (1999).
Nurejew nahm einige inhaltlich und musikalisch nicht immer vorteilhafte Änderungen vor. Er baute die Rolle des Prinzen tänzerisch aus, indem er z. B. die oft gestrichene Entracte für Solo-Violine im 2. Akt etwas nach vorne versetzte, zwischen das Erscheinen der Fliederfee und die Vision der Aurora, und in ein fast 6-minütiges (!) Solo für den Prinzen (ursprünglich für sich, d. h. Nurejew, selber) verwandelte. Den dritten Akt veränderte er besonders stark: die meisten Märchenfiguren – außer dem blauen Vogel und dem gestiefelten Kater mit ihren Partnerinnen – und die Apotheose mit der altfranzösischen Melodie des Vive Henri quatre strich er. Letzteres ist musikalisch höchst bedauerlich, inszenatorisch und choreographisch im Sinne Nurejews aber stimmig.

#### Rekonstruktionen
Dornröschen war das erste Ballett, von dem man in Russland eine Rekonstruktion der Originalfassung versuchte. Diese wurde 1999 von Sergei Vikharev mithilfe der Tanzpartituren in der Sergeyev Collection für das Mariinski-Ballett in Sankt Petersburg erarbeitet. In der Premiere am 30. April 1999 tanzten Diana Vishneva als Aurora, Andrian Fadeyev als Prinz Désiré und Veronika Part als Fliederfee. Vikharevs Version wurde zwar mit einem Preis von der Jury der Goldenen Maske ausgezeichnet und ging auch auf Tournee nach New York und Paris, stieß jedoch bei konservativen Mitgliedern des Mariinski-Theaters und unter russischen Ballettomanen damals auf massiven Widerstand und wurde wieder ausgetauscht gegen die jahrzehntealte Sowjet-Fassung von Konstantin Sergeyev. Zu Petipas 200stem Geburtstag im Jahr 2018 wurde Vikharevs Rekonstruktion jedoch vom Mariinski-Ballett wiederbelebt.
Auch Alexei Ratmansky brachte 2015 eine Rekonstruktion von Petipas Fassung für das American Ballet Theatre heraus. Ratmansky orientierte sich jedoch zumindest im Design für Bühnenbild und Kostüme nicht am Original von 1890, sondern an der Diaghilew-Produktion von 1921 (mit „Rokoko-Kostümen“). Die Premiere im März 2015 in Orange County mit Diana Vishneva als Aurora, Marcelo Gomes als Prinz Désiré und Veronika Part als Fliederfee war ein großer Erfolg und erhielt große Aufmerksamkeit in den Medien. Ratmanskys Version ging danach auch an die Mailänder Scala, mit Svetlana Zahkarova in der Titelrolle.

#### Deutschland
Eine Neuproduktion präsentierte der Choreograph John Neumeier zusammen mit dem Bühnen- und Kostümbildner Jürgen Rose 1978 am Hamburger Ballett. Die Produktion wurde im Jahr 2021 in überarbeiteter, neuer Ausstattung und zum Erhalt der Choreographie wieder in den Spielplan aufgenommen.
Marcia Haydée schuf 1987 eine modernisierte neue Choreografie mit einigen inhaltlichen Änderungen, behielt aber das Handlungsgerüst der Urfassung bei. Im Divertissement des 3. Akts ersetzte sie einige Märchenfiguren durch in Deutschland bekanntere Figuren, unter anderem Hänsel und Gretel, der Froschkönig, die Prinzessin auf der Erbse und Schneewittchen und die sieben Zwerge. Haydées Version erlebte am 10. Mai 1987 im Großen Haus der Württembergischen Staatstheater in Stuttgart seine Uraufführung. Eine Aufführung ihrer Version dauert ca. dreieinhalb Stunden (mit Pausen).
Vladimir Malakhov schuf mit dem Staatsballett Berlin 2005 eine opulente Neufassung des Balletts. Malakhovs Version ist in der Deutschen Oper Berlin zu sehen. Eine moderne Neuinszenierung präsentierte das Hessische Staatstheater Wiesbaden 2007 mit der Choreografie von Gaetano Posterino und der hauseigenen Ballettkompanie.

## Berühmte Passagen der Choreografie

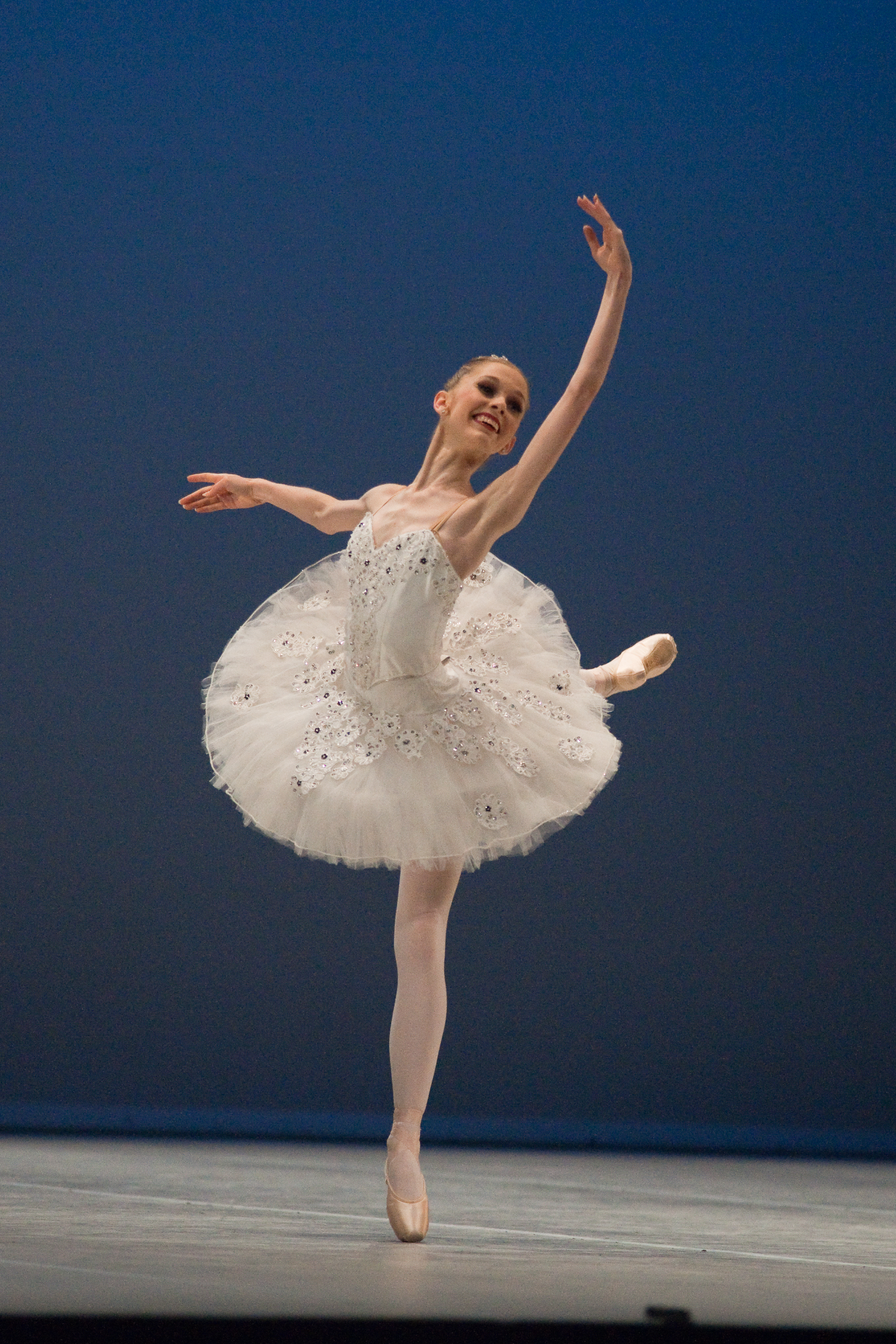
Emily Smith als Aurore beim Prix de Lausanne, 2010

Einige Teile des Werkes sind besonders bekannt und werden bei Ballettabenden oder  Wettbewerben präsentiert:
- „Rosen-Adagio“ (Adage à la rose) aus dem 1. Akt

Aurora tanzt mit den vier Prinzen und balanciert dabei auf einem Fuß en pointe in verschiedenen Posen. Das gut 6 Minuten dauernde Stück ist eine große Herausforderung für die Solistin.
- Pas de deux des Blauen Vogels und der Prinzessin Florine aus dem 3. Akt

Um das Fliegen und Flattern des Blauen Vogels tänzerisch darzustellen, wurden viele hohe oder diagonale battierte Sprünge in die Choreografie eingebaut.
- Hochzeits-Pas-de-deux aus dem 3. Akt

Aurora und Désiré tanzen miteinander. Die Variationen der Solisten sind oft Bestandteil von Wettbewerbsprogrammen.